# Cobb County
Das Cobb County ist ein County im Bundesstaat Georgia der Vereinigten Staaten. Der Verwaltungssitz (County Seat) ist Marietta, das nach der Ehefrau von Richter Cobb benannt wurde.

## Geographie
Das County liegt im mittleren Nordwesten von Georgia, ist im Norden etwa 120 km von Tennessee und im Westen etwa 80 km von Alabama entfernt. Es hat eine Fläche von 892 Quadratkilometern, wovon elf Quadratkilometer wasserbedeckt sind, und grenzt im Uhrzeigersinn an folgende Countys: Cherokee County, Fulton County, Douglas County, Paulding County und Bartow County.
Das County ist Teil der Metropolregion Atlanta.

## Geschichte
Cobb County wurde am 2. Dezember 1832 aus Teilen des Cherokee County und aus freiem Indianerland als 81. County von Georgia gegründet. Benannt wurde es nach Thomas W. Cobb, einem Kongress-Mitglied, US-Senator und Richter am Obersten Gerichtshof von Georgia. Im Laufe der Zeit ist Cobb County mehrmals durch Beschlüsse des Staatsparlaments verkleinert worden. Im 19. Jahrhundert verlor es einen westlichen Grenzstreifen an Paulding County und seine nordöstliche Ecke bei der Gründung von Milton County. 1932 verlor Cobb County die bedeutende Stadt Roswell, die als Verbindungsstück nötig war, als Milton County pleiteging und Fulton County hinzugefügt wurde.

## Demografische Daten
Laut der Volkszählung von 2010 verteilten sich die damaligen 688.078 Einwohner auf 260.056 bewohnte Haushalte, was einen Schnitt von 2,61 Personen pro Haushalt ergibt. Insgesamt bestehen 286.490 Haushalte.
67,4 % der Haushalte waren Familienhaushalte (bestehend aus verheirateten Paaren mit oder ohne Nachkommen bzw. einem Elternteil mit Nachkomme) mit einer durchschnittlichen Größe von 3,17 Personen. In 36,7 % aller Haushalte lebten Kinder unter 18 Jahren sowie in 16,9 % aller Haushalte Personen mit mindestens 65 Jahren.
28,3 % der Bevölkerung waren jünger als 20 Jahre, 29,1 % waren 20 bis 39 Jahre alt, 29,0 % waren 40 bis 59 Jahre alt und 13,5 % waren mindestens 60 Jahre alt. Das mittlere Alter betrug 35 Jahre. 48,6 % der Bevölkerung waren männlich und 51,4 % weiblich.
62,2 % der Bevölkerung bezeichneten sich als Weiße, 25,0 % als Afroamerikaner, 0,3 % als Indianer und 4,5 % als Asian Americans. 5,4 % gaben die Angehörigkeit zu einer anderen Ethnie und 2,7 % zu mehreren Ethnien an. 12,3 % der Bevölkerung bestand aus Hispanics oder Latinos.
Das durchschnittliche Jahreseinkommen pro Haushalt lag bei 64.657 USD, dabei lebten 13,0 % der Bevölkerung unter der Armutsgrenze.

## Kultur und Sehenswürdigkeiten

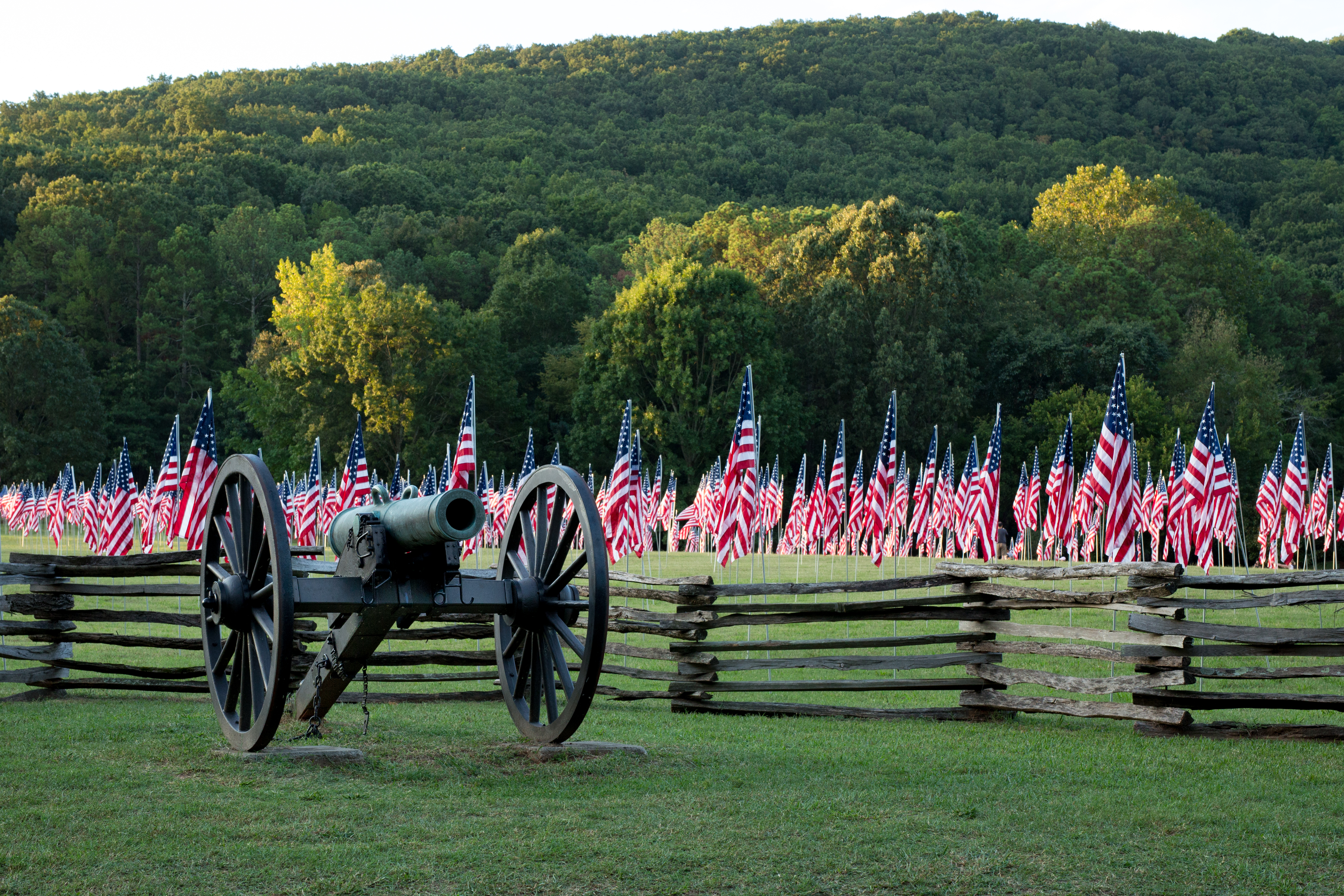
Im Kennesaw Mountain National Battlefield Park (2016). Dieses National Battlefield erinnert an die Schlacht von Kennesaw Mountain, die im Sezessionskrieg im Juni 1864 ausgefochten wurde. Die Confederate States Army konnte zwar die Attacken der Unionstruppen zurückschlagen, musste sich am Ende aber dennoch zurückziehen. Im Oktober 1966 wurde es als erstes Objekt im Cobb County in das NRHP eingetragen.

46 Bauwerke, Stätten und Historic Districts („historische Bezirke“) im Clayton County sind im National Register of Historic Places („Nationales Verzeichnis historischer Orte“; NRHP) eingetragen (Stand 6. August 2023), darunter eine Lokomotive, ein Karussell und ein National Battlefield.

## Sonstiges
Cobb County bietet der Öffentlichkeit eine Vielzahl von Parks und Freizeitanlagen an. Dazu zählen 4 öffentliche Schwimmanlagen, 35 Parks, 2 öffentliche Golfplätze und 6 öffentliche Tenniszentren. Dazu gibt es 2 Nationalparks: Der Kennesaw Mountain National Battlefield Park und die Chattahoochee River National Recreation Area.

## Orte im Cobb County
Orte im Cobb County mit Einwohnerzahlen der Volkszählung von 2010:
Cities:
- Acworth – 20.425 Einwohner
- Austell – 6.581 Einwohner
- Kennesaw – 29.783 Einwohner
- Marietta (County Seat) – 56.579 Einwohner
- Powder Springs – 13.940 Einwohner
- Smyrna – 51.265 Einwohner

Census-designated places:
- Fair Oaks – 8.225 Einwohner
- Mableton – 37.115 Einwohner
- Vinings – 9.734 Einwohner